# Белобрюшка
Белобрю́шка (лат. Aethia psittacula) — небольшая морская птица из семейства чистиковых, обитающая в северной части Тихого океана. Гнездится на островах, расположенных в отдалении от Аляски и Камчатки. Гнёзда строят на скалах и в прибрежных зарослях.
Размер белобрюшки составляет около 23 см. Её клюв красно-оранжевого цвета, оперение сверху чёрное, а снизу белое. Также имеется белая полоска за глазом. Между периодом спаривания и остальной частью года оперение слегка меняется. Пища также отличается во время спаривания. В этом периоде белобрюшки питаются главным образом мелкими ракообразными, которых они ищут несколько вдалеке от мест гнездовий. На охоте они ныряют до глубины 30 м.
Во время спаривания, длящегося с апреля по май, белобрюшки живут в смешанных колониях вместе с другими чистиковыми. Единственное яйцо, которое они откладывают, насиживается около месяца. Вылупившихся птенцов родители кормят 4 раза в день на протяжении 35 дней. 
В целом вид не относится к находящимся под угрозой: количество белобрюшек оценивается в более чем миллион особей. Тем не менее, загрязнение моря и ввоз хищников в их ареалы гнездования наносит существенный ущерб.